# Elateropsis
Elateropsis es un género de escarabajos longicornios de la tribu Solenopterini.

## Especies
- Elateropsis antennata Galileo & Martins, 1994
- Elateropsis bahamica Galileo & Martins, 1994
- Elateropsis castanea (Zayas, 1975)
- Elateropsis caymanensis Fisher, 1941
- Elateropsis dichroma Lingafelter, 2015
- Elateropsis ebenina Chevrolat, 1862
- Elateropsis fellerae Chemsak, 1983
- Elateropsis femorata (Sallé, 1855)
- Elateropsis foliacea Galileo & Martins, 1994
- Elateropsis fulvipes (Chevrolat, 1838)
- Elateropsis julio Lingafelter & Micheli, 2004
- Elateropsis lineata (Linné, 1758)
- Elateropsis nigricornis (Fisher, 1941)
- Elateropsis nigripes (Fisher, 1941)
- Elateropsis peregrina Galileo & Martins, 1994
- Elateropsis quinquenotata Chevrolat, 1862
- Elateropsis reticulata Gahan, 1890
- Elateropsis rugosa Gahan, 1890
- Elateropsis scabrosa Gahan, 1890
- Elateropsis sericeiventris Chevrolat, 1862
- Elateropsis trimarginata (Cazier & Lacey, 1952)
- Elateropsis woodleyi Lingafelter, 2015